# 아폴로의 시련
아폴로의 시련(The Trials of Apollo)은 미국의 작가인 릭 라이어던이 자신의 퍼시 잭슨과 올림포스의 신들과 올림포스 영웅전의 속편으로 반쪽 피 캠프 연대기의 세 번째 시리즈 작품이다. 많은 사람들의 의견이 갈리는 시리즈이다. 그 이유는 주인공(아폴로는 맨날 징징거리며 메그에게 살려달라고 하며 독자들을 짜증나게 만드는 경우가 있고 메그는 너무 어릴 데다가 여러 안티-팬들이 있어서다.)과 똑같은 전개(언제나 모험에 함께 할 친구를 알게 되고 세 명의 황제 네로, 콤모두스, 칼리굴라 즉 세 명의 스스로를 신격화한 삼두정치인들에 대해 더 자세히 알게 되고 마지막에 큰 전투나 슬픈 일이 생긴다. 2권에서는 그리핀 한 마리의 죽음, 3권에서는 제이슨 그레이스의 죽음, 4권에서는 파운[사티로스의 로마식 이름] 돈의 죽음이 그의 예이다. 또 리그 라이어던 웹사이트 포스트에서는 퍼시 잭슨도 같이 싸운다는데. 올림포스 영웅전이 끝난 후 6달 후의 시점의 이야기다. 여기서 시작이 1월이라는 걸 보면 가이아와의 전쟁이 7월에 끝났다는 것을 암시한다.

## 책 순서
(원래 제목은 Trials of Apollo이다.)
| 1권(2016)숨겨진 오라클                              | 2권(2017)어두운 예언                                   | 3권(2018)불타는 미로                                 | 4권(2019)폭군의 무덤                                           |
| --------------------------------------------------- | ------------------------------------------------------ | ---------------------------------------------------- | -------------------------------------------------------------- |
| 반쪽 피 캠프로 오다.                                | 웨이스테이션에게 구출되다.                             | 미로를 탐색한다.                                     | 캠프 주피터로 오다.                                            |
| 숲을 탐색하며 황제와 도도나의 숲길에 대해 알게된다. | 브리토마티스의 그리핀들을 구하고, 콤모두스를 마지한다. | 메데이아의 태양의 용들과 칼리굴라의 만남과 칼리굴라. | 라비니아, 헤이즐 레베스크 등과 타르퀴니우스의 무덤을 발견한다. |
| 거대 거인과의 싸움.                                 | 웨이스테이션의 전투.                                   | 제이슨 그레이스의 사망.                              | 전투, 레이나의 아르테미스의 사냥꾼 즉위.                       |

이것은 현제 나온 책들의 간단한 줄거리이고 5월 5일에 나오는 캠프 주피터 기밀 : 프로바티오의 저널과 5권 네로의 타워는 아래에 줄거리가 있다.
| 4.5권(2020)캼프 주피터 기밀 : 프로바티오의 저널                                     | 5권(2020)네로의 타워(팬들 데미갓들은 이 책이 평이 나쁘던 이 책을 살릴 거라고 믿고 있다.)(네로가 로마가 불타던 것을 본 그 타워다.) | 반쪽 피 캠프 기밀                                       | 스페셜 에디션                                                                                          |
| ----------------------------------------------------------------------------------- | --- | ------------------------------------------------------- | --- |
| 머큐리[헤르메스의 로마식 이름]의 딸의 이야기이다.                                   | 앞 두 챕터에 머리가 양 끝에 한 개씩 달려있는 뱀 암피스베나와 마주친다.                                                            | 어두운 예언과 같이 나온 가이드북이다.                   | 릭 라이어던의 책들 중 리미티드 에디션은 안에 존 로코의 색도 있는 삽화가 들어있다. 이것도 마찬가지이다. |
| 범죄 장면들을 방문하는 주인공의 저널이다.                                           | 네로가 델피의 오라클을 이용해 위치 추적을 한다.                                                                                   | 다른 가이드에 비해 이건 '반쪽 피 캠프 만의' 가이드이다. | 반스 & 노블에서는 꾸준한 포스터도 들어있다.                                                            |
| 트레스 네바르를 쓴 범죄 소설로 데뷔한 릭 라이어던의 새로운 범죄-신화 사이드 책이다. | 웹사이트 하이퍼블(Hypable)에서 존 로코의 책 커버와 챕터 1과 2를 공개했다.                                                         | 아폴로의 시련에 나온 장소들도 자세히 설명되어있다.      | 월마트와 타겟에서도 그들만의 에디션이 따로 발매한다.                                                   |

한국 번역본이 없어 영어로 읽어야할 판이다. 사실 와이즈아이북스가 수입해 와서 퍼시 잭슨 시리즈는 다 번역하고 올림포스 영웅전 1권, 또 케인 연대기의 1권 하고 2권의 반까지 출판했으나 출판사가 파산하면서 번역이 끊긴 바다. 사실 이 한국 팬카페(위 확인 바람.)에서 번역을 했지만 저작권상 문제로 현재 카페내 번역도 중지되었다. 기존 번역본들 마저 모두 비공개처리되었기 때문에 가입해도 더 이상 볼 수 없다.

## 시놉시스
아폴로의 시련에서 양궁, 예언, 치유의 신은 레스터 파파도풀로스라는 이름을 가진 죽을 수 밖에 없는 필멸의 16세 소년으로 뉴욕 맨하튼으로 떨어진다. 제우스는 올림푸스 영웅전 시리즈에서 가이아와의 전쟁에서 캠프 주피터의 옥바티아누스를 도운 것으로 그에게 화가 났다. 모든 신적 능력을 잃어버린 채 일개 인간이 된 아폴로는 음식물 쓰레기를 저 원하는 대로 조종하는 소녀 메그를 만나게 된다. 그녀를 모시게 된 아폴로는 퍼시 잭슨의 도움을 받아 반쪽 피 캠프로 오게 되고 곧 자신의 델피의 오라클 전 시대의 네 오라클을 되찾고 퓌톤과 고대 로마 황제들과의 싸움에서 이겨 델피의 오라클을 지켜내야 한다는 것을 알게 되고 첫 모험, 티탄 레아의 오라클 도도나의 숲길, 어두운 예언자 트로포니우스, 에리스라에아의 예언자 수수계끼의 달인 헤로파일, 쿠마이의 시빌까지 네 모험, 그리고 마지막 델피의 오라클을 구출하는 모험을 떠나는데...

## 등장인물
- 아폴로(아폴로의 시련) 본작의 주인공. 오라클을 임명하고 옥타비안에게 축복을 내려 가이아와의 전투를 초래했다는 이유로 제우스의 미움을 받아 인간으로 전락하고 올림포스에서 쫓겨난다. 시작부터 쓰레기장에 처박히고 깡패들에게 맞고 돈을 전부 뺏기고 열두 살 소녀 메그의 노예하수인으로 묶이는 등 취급이 상당히 안습하다. 하지만 비참한 처지에도 신으로서의 자존심과 요구를 버리지 않아 결과적으로는 민폐상당히 짜증난다.레스터라는 가명을 쓰게 된다.

반신도 아니고 그냥 인간이 되었기 때문에 신적 능력이 없다. 그나마 있는 건 음악 감각 뿐. 물론 기타를 엄청나게 잘 해서 튜닝만으로 주위 사람들을 전부 울게 만들었다. 활도 쏠 수야 있지만 보통보다 조금 잘 하는 정도. 오히려 평범하진 않지만 완벽하지도 않은 능력 때문에 현타가 오고 신이 되기 전까지는 절대 악기와 활을 잡지 않겠다고 스틱스 강에 맹세한다.
- 마가렛 "메그" 맥카프리
- 리오 발데즈